# Геддовая кислота
 Геддовая кислота  (Тетратриаконтановая кислота) CH3(CH2)32COOH — одноосновная предельная карбоновая кислота.

## Нахождение в природе
Геддовая кислота выделяется из сахарно-тростникового воска (Saccharum officinarum L.) . Выделена также из зверобоя продырявленного (Hypericum perforatum) . 

## Использование
Геддовая  кислота используется в фармакологической промышленности.